# Tào Tuyết Cần
Tào Tuyết Cần (1715一1763), tên thật là Tào Triêm (曹霑), tự là Mộng Nguyễn (梦阮), hiệu là Tuyết Cần, Cần Phố, Cần Khê, là một tiểu thuyết gia người Trung Quốc, tác giả của cuốn tiểu thuyết Hồng lâu mộng, một trong tứ đại danh tác của văn học cổ điển Trung Quốc. Tổ tiên ông vốn là người Hán ở Liêu Dương, sau đó tổ xa của ông là Tào Tuấn quy hàng Mãn Châu, nhập tịch Mãn tộc.

## Gia đình
Gia đình thế hệ trước của Tào Tuyết Cần là một gia đình quan lại thuộc tầng lớp đại quý tộc thời nhà Thanh Trung Quốc. Năm Thiên Khải thứ nhất nhà Minh (1618), Thanh Thái Tổ là Nỗ Nhĩ Cáp Xích mang quân chinh phạt, đánh chiếm Thẩm Dương, Liêu Dương, tổ tiên của Tào Tuyết Cần bị quân Thanh bắt làm nô lệ, thái cao tổ của Tào Tuyết Cần là Tào Thế Tuyển và cao tổ là Tào Chấn Ngạn lần lượt làm gia nô cho Đa Nhĩ Cổn. Sau đó Tào Chấn Ngạn được Đa Nhĩ Cổn phong làm phụ tá, lại có công bình định cuộc khởi nghĩa Khương Tương nên được bổ làm tri châu Cát Châu (Sơn Tây), tri phủ phủ Đại Đồng, Lưỡng Chiết đô chuyển vận diêm sử (chức vận chuyển muối, hàm Tam phẩm).
Đến năm Thuận Trị thứ 8 (1651), nhà họ Tào được vào Ngự tiền nội vụ phủ, phụ trách các việc tạp vụ trong cung đình, cụ nội của Tào Tuyết Cần là Tào Tỷ được Vương phủ hộ vệ thăng làm Nội đình nhị đẳng thị vệ (thị vệ hạng hai trong cung).
Theo như Hồ Thích và Chu Nhữ Xương khảo sát, thì nhà họ Tào và vương triều Mãn Thanh có quan hệ khá mật thiết. Vợ của Tào Tỷ họ Tôn là vú nuôi của vua Khang Hy, ông nội của Tào Tuyết Cần là Tào Dần còn là bạn học và ngự tiền thị vệ của Khang Hy, do đó được Khang Hy chiếu cố và sủng tín rất đặc biệt. Năm Khang Hy thứ hai (1663), Tào Tỷ đảm nhận chức Giang Ninh chức tạo là một chức quan to thu thuế trong triều đình, phụ trách việc thu thuế cả một vùng Giang Nam rộng lớn và nắm việc thu mua, cung ứng tơ lụa gấm vóc cho cung đình đồng thời giám sát các quan lại ở phương Nam và ông đã đảm nhận chức này suốt 22 năm. Khang Hy trọng đãi Tào Tỷ rất hậu, tặng thưởng mãng bào, đích thân viết hai chữ kính thận để tặng Tào Tỷ, sau khi Tào Tỷ mất được Khang Hy phong hàm Nhất phẩm Công bộ thượng thư, bản thân còn hứa rằng nửa năm sau khi đi tuần Nam sẽ vào thăm gia thuộc họ Tào.
Sau khi Tào Tỷ chết, Tào Dần nhậm chức Tô Châu chức tạo, rồi kế nhiệm chức Giang Ninh chức tạo và Lưỡng Hoài tuần diêm ngự sử, thăng Thông chính sứ ty thông chính sứ, là một trong "Cửu khanh", đường đường "tam phẩm đại thần". Tào Dần còn là một nhà thơ, nhà văn rất nổi tiếng, tinh thông thi từ, âm nhạc, thư pháp, chính Tào Dần là người đứng ra hiệu đính và in ấn bộ Toàn Đường thi nổi tiếng, đồng thời là tác gia tên tuổi với Luyện đình thi sao và nhiều trước tác khác. Đời Tào Dần là thời kỳ cực thịnh của nhà họ Tào, năm lần vua Khang Hy tuần du phương Nam thì bốn lần Tào Dần phụ trách tiếp giá, vợ Tào Dần là con gái Lý Sĩ Trinh làm tuần phủ Giang Nam, hai con gái Tào Dần đều được tuyển làm Vương phi. Trong thời gian làm quan, Tào Dần đã tham ô và bòn rút của công, nhưng do quan hệ mật thiết với triều đình nên các lời đàn hặc tâu lên đã không được Khang Hy phê chuẩn.
Năm Khang Hy thứ 51 (1712), Tào Dần bị bệnh mất, Khang Hy phê chuẩn cho con là Tào Ngung giữ chức Giang Ninh chức tạo, Tào Ngung chỉ tại nhiệm được ba năm thì mất, Khang Hy lại phê chuẩn cho con người vợ kế của Tào Dần là Tào Thiếu kế nhiệm chức Giang Ninh chức tạo.
Năm 1722 Khang Hy qua đời, Ung Chính lên ngôi, nội bộ triều đình tranh giành quyền lực, nhà họ Tào bị thất sủng, nhiều lời đàn hặc của ngự sử và Tuần phủ Sơn Đông về việc nhà họ Tào tham ô nhũng lại đến tai vua Ung Chính. Năm Ung Chính thứ 5 (1729), Ung Chính hạ lệnh cách chức Tào Thiếu với tội danh hành vi bất đoan, nhũng nhiễu dịch trạm, thiếu khống rồi hạ ngục trị tội, gia sản nô bộc bị tịch thu cấp cho quan Giang Ninh chức tạo mới là Tuỳ Hách Đức. Tào Tuyết Cần phải theo gia đình rời Giang Nam về Bắc Kinh sinh sống. Từ đó nhà họ Tào lâm vào sa sút.

## Cuộc đời

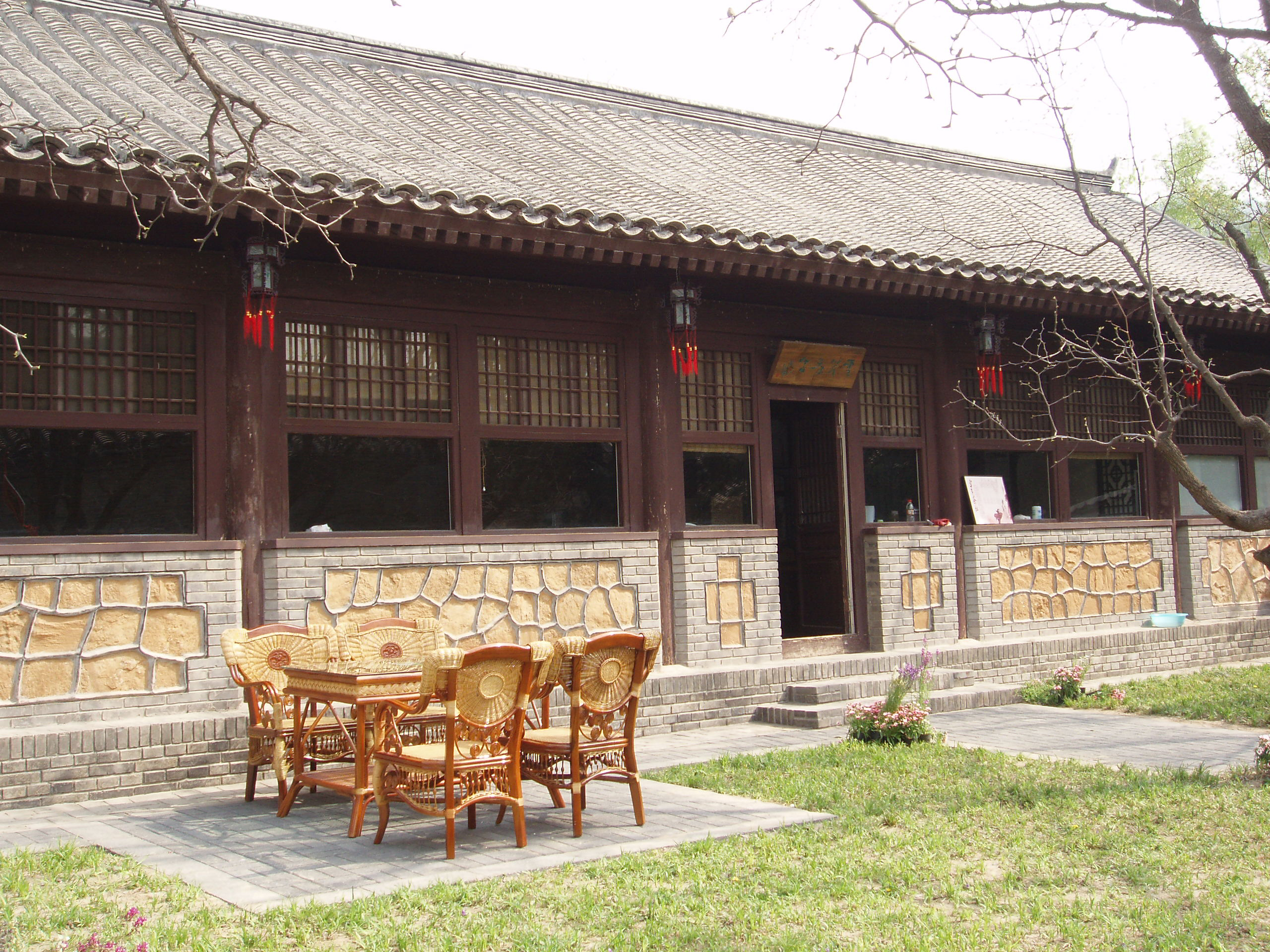
Ngoại ô Bắc Kinh, nơi gia đình Tào Tuyết Cần từng sinh sống

Tào Tuyết Cần sinh ra và lớn lên khi gia đình nhà họ Tào đã sa sút, gia đình ông sống rất nghèo khổ ở ngoại ô Bắc Kinh, nơi ông sống là Hổ môn (tức nhà Tông học của triều Thanh), ở đây ông đã kết bạn với Trương Nghi Tuyền và hai anh em Đôn Mẫn, Đôn Thành, coi họ như tri âm tri kỷ. Căn cứ vào hai câu thơ:
Đương thời Hổ môn sổ thần tịch

Tây song tiễn chúc phong vũ hôn

(Thời đó bao sớm tối ở Hổ môn

Cắt đuốc bên cửa sổ phía tây tối tăm mưa gió)

trong bài thơ Đôn Thành tặng Tào Tuyết Cần, có thuyết nói Tuyết Cần là bạn đồng học của Đôn Thành tại nhà Tông học, có thuyết nói thân phận của Tào Tuyết Cần là "bao y" (nô bộc) thì không có tư cách vào nhà Tông học, vì thế chỉ là phục dịch ở đó lúc Đôn Thành theo học. Bản thân Tào Tuyết Cần, có thuyết nói xuất thân là cống sinh, có thuyết là cử nhân. Ông có làm quan hay không, cũng chưa rõ, có thuyết nói ông từng làm Nội vụ phủ đường chủ sự.
Về quá trình sáng tác Hồng lâu mộng, do các tài liệu còn lại hiện nay quá ít ỏi, nên vẫn còn nhiều vấn đề gây tranh cãi trong giới Hồng học. Song qua những lời ghi lại của Trương Nghi Tuyền, Đôn Mẫn, Đôn Thành, thì Tào Tuyết Cần là người đa tài, đa nghệ, giỏi thơ giỏi hoạ, say rượu phóng túng, có thái độ ngạo nghễ trước các thế lực đen tối trong xã hội. Trương Nghi Tuyền trong bài Thương Cần Khê cư sĩ đã viết Kỳ nhân tố tính phóng đạt, hảo ẩm, hựu thiện thi hoạ (tính tình phóng khoáng, giỏi uống rượu, giỏi thi hoạ). Tào Tuyết Cần sáng tác nhiều thơ nhưng đến nay đều thất lạc hết.
Các bài thơ của Trương Nghi Tuyền và Đôn Mẫn, Đôn Thành còn lại đến nay đã phác hoạ một Tào Tuyết Cần với tâm trạng "tài cao, phận thấp", cuộc đời chìm nổi nhưng phóng khoáng, với những năm tháng Cử gia thực chúc tửu thường xa (trong nhà phải ăn cháo, rượu phải mua chịu - Đôn Thành, Tặng Tào Cần phố), sống qua ngày nhờ vào bán tranh và giúp đỡ của bạn bè. Chính hoàn cảnh đó đã thôi thúc Tào Tuyết Cần viết nên Hồng lâu mộng, một tác phẩm Tự tự khán lai giai thị huyết, Thập niên tân khổ bất tầm thường (mỗi chữ xem ra đều là máu, mười năm cay đắng chẳng tầm thường). Ông đã dồn hết cả tâm huyết để phi duyệt thập tải, tăng san ngũ thứ (viết trong mười năm, 5 lần sửa chữa), rồi qua đời trong bệnh tật nghèo túng chẳng bao lâu sau cái chết của đứa con trai độc nhất khi tác phẩm vẫn còn dang dở. Tào Tuyết Cần chết, con cái không còn, chỉ còn duy nhất người vợ goá bụa, tiền nong không có, chỉ còn vài ba người bạn thương tình, tống táng qua quýt.

## Vấn đề năm sinh năm mất và cha của Tào Tuyết Cần
Vấn đề Tào Tuyết Cần sinh năm nào, mất năm nào và cha của Tào Tuyết Cần là ai vẫn còn gây tranh cãi trong giới Hồng học Trung Quốc.
Về năm mất của Tào Tuyết Cần, giới Hồng học phổ biến ba quan điểm:
- Năm Nhâm Ngọ (1763): Hồ Thích dựa vào lời phê trong bản Giáp Tuất Nhâm Ngọ trừ tịch, thư vị thành, Cần vi lệ tận nhi thệ (đêm trừ tịch năm Nhâm Ngọ, sách hoàn thành, Tào Tuyết Cần hết lệ qua đời), cho rằng Tào Tuyết Cần mất vào đêm trừ tịch năm Nhâm Ngọ (ngày 12 tháng 2 năm 1763).
- Năm Quý Mùi (1764): Do Chu Nhữ Xương đề xuất vào năm 1947, cho rằng Tào Tuyết Cần mất vào đêm trừ tịch năm Quý Mùi (ngày 1 tháng 2 năm 1764).
- Cũng có ý kiến cho rằng Tào Tuyết Cần mất vào năm Giáp Thân (đầu xuân 1764).

Căn cứ vào các bài thơ còn đề lại của các người bạn của Tào Tuyết Cần, thì vào cuối xuân năm Càn Long thứ 29 (Giáp Thân 1764), Tào Tuyết Cần bị bệnh mất, Đôn Thành có làm thơ điếu: Hiểu phong tạc nhật Phật minh tinh, Tứ thập hoa niên thái sấu sinh. Chu Nhữ Xương căn cứ vào câu thơ Tiền số nguyệt, y tử thương, nhân cảm thương thành tật cho rằng Tào Tuyết Cần vì đứa con trai bị bệnh chết yểu mà thương cảm quá độ rồi sinh bệnh qua đời, hưởng thọ 40 tuổi. Đôn Thành trong bài thơ điếu Tào Tuyết Cần có hai chỗ đề con số 40 (tứ thập), một câu là Tứ thập hoa niên thái sấu sinh, một câu là Tứ thập hoa niên phó diểu minh. Trương Nghi Tuyền trong bài Thương Cần Khê cư sĩ đã viết rằng Tào Tuyết Cần niên vị ngũ tuần nhi tuất (mất năm 50 tuổi), vì vậy các nhà Hồng học suy đoán rằng Tào Tuyết Cần thọ trong khoảng 40 tuổi đến 50 tuổi.
Về năm sinh của Tào Tuyết Cần, Hồ Thích cho rằng ông sinh năm 1715, Phùng Kỳ Dung cũng tán đồng chủ trương này. Chu Nhữ Xương thì cho rằng các cụm từ Giáng động hoa vương và Tiễn hoa tiết (kỳ tiễn hoa) trong Hồng lâu mộng là dùng để ám chỉ ngày sinh nhật Giả Bảo Ngọc, đồng thời cũng ám chỉ ngày sinh nhật của Tào Tuyết Cần. Theo đó thì tiễn hoa tiết trùng vào ngày 26 tháng 4 âm lịch tức là tiết mang chủng. Theo như phát hiện này thì ngày 26 tháng 4 âm lịch năm 1724 (tức là năm Giáp Thìn Ung Chính thứ hai) có khả năng là ngày sinh của Tào Tuyết Cần. Nếu Tào Tuyết Cần mất vào năm 1763 hoặc 1764 thì phát hiện trên của Chu Nhữ Xương cũng phù hợp với câu thơ điếu của Đôn Thành Tứ thập niên hoa thái sấu sinh.
Còn về vấn đề cha của Tào Tuyết Cần là ai, hiện nay cũng có hai luồng ý kiến:
- Vương Lợi Khí cho rằng cha Tào Tuyết Cần là Tào Ngung, tên trong gia phả là Tào Thiên Hữu, sinh vào năm Ất Mùi Khang Hy thứ 54 (1715), còn Tào Thiếu là chú của Tào Tuyết Cần.
- Chu Nhữ Xương, Phùng Kỳ Dung và Sái Nghĩa Giang cho rằng cha Tào Tuyết Cần là Tào Thiếu.

## Về tác phẩm Hồng Lâu Mộng

### Thạch Đầu ký
Ban đầu, Hồng Lâu mộng có tên là Thạch đầu ký. Thạch Đầu Ký thuộc loại tác phẩm chương hồi, là một bộ trường thiên tiểu thuyết. Tào Tuyết Cần viết được 80 chương, theo các nhà nghiên cứu Trung Quốc, "chữ chữ đều toàn bằng máu và nước mắt". Tác phẩm ấy có thể được xem là toàn bộ những hồi ức đau thương của công tử Tào Tuyết Cần về những ngày vẻ vang và những ngày suy tàn của gia đình mình, của giai cấp mình. Tuy nhiên, vượt lên khỏi những hồi ức đó, Thạch Đầu Ký là tác phẩm với cái nhìn rất khách quan về bản chất ăn chơi, hưởng thụ của giai cấp quan lại quý tộc, đặc biệt là quan lại quý tộc triều Thanh và sự suy tàn của giai cấp ấy. Nói cách khác, khi xây dựng tác phẩm chương hồi này, Tào Tuyết Cần vừa đứng trên vị thế chủ quan của một người trong cuộc, vừa đứng ở vị thế khách quan của một chứng nhân.
Mới viết dang dở được 80 chương, Tào Tuyết Cần qua đời.

### Hồng Lâu Mộng của Cao Ngạc
Những nhà nho đương thời đã được đọc 80 chương bản thảo của ông đều cảm thương cho một nhà văn lìa đời ở cái tuổi còn quá trẻ và đều có tham vọng kế tục sự nghiệp dang dở của ông. Tuy nhiên, họ không có được cái kinh nghiệm đau khổ của Tào Tuyết Cần. Nhiều người đã viết tiếp Thạch Đầu ký nhưng dư luận lúc đó đều đánh giá không đạt vì các bản viết tiếp đều cho tác phẩm kết cục có hậu.
Đến năm 1791, mới có một nhà văn quyết định kế tục và hoàn thành tâm nguyện cho Tào Tuyết Cần theo đúng tâm tư của ông. Người đó là Cao Ngạc.
Cao Ngạc tự là Vận Sĩ, hiệu là Hồng Lâu Ngoại Sĩ, từng làm quan dưới 2 triều Càn Long và Gia Khánh, trải qua lắm hoạn nạn trên hoạn lộ. Ông đã viết thêm 40 chương sau cho Thạch Đầu Ký căn cứ trên nền tảng, ý hướng và văn phong của Tào Tuyết Cần. Kết cục không có hậu của tác phẩm được đánh giá là phù hợp với phần đầu của Tào Tuyết Cần. Tác phẩm hoàn thành, Cao Ngạc đổi tựa lại là Hồng Lâu Mộng (Giấc Mơ Lầu Hồng), vừa phù hợp với nội dung tác phẩm, vừa mang dáng dấp của tâm hồn ông vì hiệu của ông là Hồng Lâu Ngoại Sĩ (người ngoài lầu hồng – không dính dáng gì đến công danh phú quý). Năm 1793, Hồng Lâu Mộng được in ra gồm 120 chương hồi, thực sự trở thành danh tác văn học cổ điển Trung Quốc, nhanh chóng được nhìn nhận như là một trong những tác phẩm xuất sắc trong hơn 300 tác phẩm chương hồi thuộc hai triều Minh – Thanh (1368 – 1911).

### Quan hệ giữa Tào Tuyết Cần và Hồng lâu mộng
Trình Vĩ Nguyên trong lời tựa Hồng lâu mộng (bản Trình Giáp 1791 và bản Trình Ất 1792) viết: Hồng lâu mộng tiểu thuyết bản danh Thạch đầu ký, tác giả tương truyền bất nhất, cứu vị tri xuất tự hà nhân, duy thư nội ký Tuyết Cần Tào tiên sinh san cải số quá (tiểu thuyết Hồng lâu mộng nguyên tên Thạch đầu ký, tác giả tương truyền bất nhất, không biết do ai viết ra, duy trong sách ghi rằng Tuyết Cần Tào tiên sinh là người san cải, biên tập).
Từ năm 1921 Hồ Thích trong cuốn Hồng lâu mộng khảo chứng đã phát biểu: Tác giả Hồng lâu mộng là Tào Tuyết Cần.
Căn cứ chứng minh quan điểm này chủ yếu dựa vào lời phê của Chi Nghiễn Trai trong hồi 1: Tào Tuyết Cần ư Điệu Hồng hiên trung phi duyệt thập tải, tăng san ngũ thứ, toản thành mục lục, phân xuất chương hồi, tắc đề viết "Kim Lăng thập nhị thoa" (Tào Tuyết Cần ở hiên Điệu Hồng soạn duyệt trong mười năm, 5 lần sửa chữa, chia thành mục lục, phân định chương hồi, đề sách là "Kim Lăng thập nhị thoa"). Các bản Chi Nghiễn Trai trùng bình Thạch đầu ký có nhiều đoạn khẳng định tác giả là Tào Tuyết Cần, như bản Giáp Tuất hồi 1 phê rằng: Nhược vân Tuyết Cần phi duyệt tăng san, nhiên tắc khai quyển chí thử giá nhất thiên tiết tử hữu hệ thuỳ soạn? Túc kiến tác giả chi bút giảo hoạt chi thậm.
Minh Nghĩa, một nhà thơ thời Thanh trong bài thơ Đề Hồng lâu mộng viết:  Tào Tử Tuyết Cần xuất sở soạn Hồng lâu mộng nhất bộ, bị ký phong nguyệt phồn hoa chi thịnh, cái kỳ tiên nhân vi Giang Ninh chức phủ. Kỳ sở vị Đại Quan Viên giả tức kim tuỳ viên cố chỉ. Tích kỳ thư vị truyền, thế tiên tri giả, dư kiến kỳ sao bản yên nhân mặc hương đắc quan Hồng lâu mộng tiểu thuyết điếu Tuyết Cần tam tuyệt cú (tính Tào).
Nhiều nhà Hồng học trong đó có Hồ Thích và Chu Nhữ Xương căn cứ vào lời phê phi duyệt thập tải, tăng san ngũ thứ cho rằng tác giả Hồng lâu mộng là Tào Tuyết Cần. Nhưng cũng có ý kiến cho rằng Tào Tuyết Cần chỉ là người sửa chữa, biên tập chứ không phải là tác giả.

### Tác giả đích thực?
Gần đây, một số nhà nghiên cứu Trung Quốc cho rằng tác giả "Hồng lâu mộng" không phải là Tào Tuyết Cần. Tới nay có 2 thuyết về tác giả thực của tác phẩm này. Gần đây đã có một người bỏ 16 năm nghiên cứu và đầy đủ bằng chứng chứng minh rằng Hồng Lâu Mộng là của Tào Tuyết Cần.

#### Hồng Thăng
Hồng Thăng là một văn nhân cuối đời Minh, là tác giả của bộ truyện "Trường Sinh điện".
Tại cuộc hội thảo học thuật Tây Khê văn hoá và "Hồng Lâu mộng" tổ chức năm 2006 tại Hàng Châu, những người tham dự đã đưa ra một loạt chứng cứ để phản bác một loạt quan điểm trước nay của các nhà Hồng học, trong đó có việc tác giả Hồng Lâu mộng không phải là Tào Tuyết Cần, nguyên mẫu của Đại Quan viên chính là Tây Khê – quê hương của Hồng Thăng, nguyên mẫu của 12 người đẹp "Kim Lăng thập nhị kim thoa" chính là "Tiêu Viên thư muội".
Theo tác giả Lưu Mộng Khê, Viện trưởng Viện Nghiên cứu văn hóa Trung Quốc, Phái Tố Cấp trong giới Hồng học ở đại lục đều cho rằng: Tác giả của Hồng Lâu mộng không phải là Tào Tuyết Cần mà là Hồng Thăng. Thân thế và sự nghiệp của Hồng Thăng đều có ghi rõ trong "Hàng Châu sử chí", xã hội thời Minh rất cởi mở, giống như chuyện trong Hồng Lâu mộng. Còn Tào Tuyết Cần thì từ trước năm 13 tuổi đã sống ở miền Nam, qua nghiên cứu thấy giữa Tào Dần (ông nội của Tào Tuyết Cần) và Hồng Thăng có sự giao lưu với nhau.
Theo Học giả Thổ Mặc Nhiệt, một nhà nghiên cứu Hồng Lâu mộng: Tào Tuyết Cần là nhân vật không tồn tại trong lịch sử. Theo ghi chép sử liệu thì Hồng Viên (trang trại họ Hồng) ở Hà Chư Đông, là nơi ở cuối đời của Hồng Chung – ông tổ của Hồng Thăng. Theo khảo sát của Thổ Mặc Nhiệt thì đây chính là nguyên mẫu của Di Hồng Viện; còn Tây Khê Sơn trang, hay Trúc Song, là nguyên mẫu của Tiêu Tương quán trong Hồng Lâu mộng. Theo phân tích của Thổ Mặc Nhiệt về bối cảnh Hồng Thăng sáng tác Hồng Lâu mộng, Hồng Thăng sinh năm 1645, đúng lúc quân Thanh xuống Giang Nam gây nên cảnh binh loạn.

#### Tào Dần
Thuyết thứ hai được các báo Trung Quốc đề cập khá lâu (từ năm 1991) cho rằng: tác giả là Tào Dần chứ không phải Tào Tuyết Cần. Các học giả theo thuyết này đưa ra các dẫn chứng sau để chứng minh Tào Tuyết Cần không phải là tác giả Hồng Lâu mộng.
- Khi Tào Tuyết Cần có tác phẩm nào, bạn bè ông thường làm thơ đề cập tới tác phẩm đó, nhưng không thấy trong trước tác của bạn bè ông nói về việc ông viết Hồng Lâu Mộng.
- Tào Tuyết Cần sinh ra khi gia cảnh đã sa sút, không thể mô tả kỹ lưỡng những cảnh phồn hoa của gia đình trong Hồng Lâu Mộng.
- Dẫn chứng quan trọng nhất: Tào Dần có bút danh là Chỉ Nghiên Trai, theo Hán tự, khi làm phép chiết tự thì ra 3 chữ Giả Bảo Ngọc là nhân vật chính trong tác phẩm. Giả Bảo Ngọc luôn được các nhà nghiên cứu coi là hiện thân của tác giả Hồng Lâu Mộng.

Tuy nhiên, những người theo thuyết này cho rằng Tào Dần chỉ là chú hoặc người trong họ của Tào Tuyết Cần, không phải là ông nội. Tào Dần đã sống trong thời gian gia đình còn thịnh vượng và vẫn sống sau khi Tuyết Cần đã mất. Do sự quản lý nghiêm ngặt về văn chương của nhà Thanh khi đó, Tào Dần phải lấy tên người đã qua đời làm tác giả của tác phẩm của mình để tránh tai vạ.